# Yuki Sakai
Yuki Sakai (坂井 優紀 Sakai Yuki?), född 10 januari 1989, är en japansk fotbollsspelare som spelar för Mynavi Vegalta Sendai.
Yuki Sakai spelade 1 landskamp för det japanska landslaget.